# Willis Jackson
Willis Jackson (Miami, 25 april 1928 - New York, 25 oktober 1987) was een Amerikaanse jazzsaxofonist (tenor).

## Biografie
Willis 'Gator' Jackson speelde aan het begin van zijn carrière vanaf 1949 in het sextet van Cootie Williams, nadat hij werd ontdekt door Eddie Vinson. Tijdens de jaren 1950 was hij betrokken bij veel r&b- en jazzsessies (van zijn eerste als leider, Gator Tail uit 1950, had hij zijn bijnaam, waarbij Gator een afkorting is voor alligator). In 1955 was hij een van de begeleiders van Little Willie John bij de opname van Need Your Love So Bad. Bovendien toerde hij als leider van de begeleidingsband van de zangeres Ruth Brown, met wie hij was getrouwd, door de Verenigde Staten. Vanaf 1959 nam hij onder zijn eigen naam een reeks albums op in souljazz-stijl voor Prestige Records, meestal in tenor/orgelbezetting, zoals de lp Please Mr. Jackson met Jack McDuff en Tommy Potter, later ook met de gitarist Pat Martino (Gravy, 1963). Tijdens de jaren 1970 nam hij nog het album Bar Wars op voor Muse Records met Pat Martino. Willis Jacksons belangrijkste invloeden waren Lester Young en Illinois Jacquet.

## Overlijden
Willis Jackson overleed een week na een hartoperatie in oktober 1987 op 55-jarige leeftijd in New York.

## Discografie
- 1950: Call of the Gators (Delmark) compilatie van zijn r&b-opnamen uit 1950
- 1959: Please Mr Jackson (Prestige Records/OJC) Jack McDuff, Tommy Potter, Alvin Johnson, Bill Jennings
- 1960: Legends of Acid Jazz (Prestige Records, 1959/60) compilatie van de lp's Blue Gattor en Cookin' Sherry met McDuff, Jennings, Wendell Marshall, Milt Hinton
- 1962: Legends of Acid Jazz – Keep On A Blowin'  (Prestige Records, 1960/62) compilatie van de lp's Keep On A Blowin'  en Thunderbird met McDuff, Freddie Roach, Potter, Marshall, Hinton Ray Barretto
- ????: Gravy (Prestige Records) compilatie van de lp's Grease 'n' Gravy en The Good Life, met Pat Martino, Leonard Gaskin
- 1963/64: Nuther'n Like Thuther'n (Prestige Records, 1963/64) compilatie van de lp's More Gravy en Boss Shoutin'  met Martino, Sam Jones, George Tucker
- 1964: Willis Jackson with Pat Martino (Prestige Records)